# Dème de Lerne
Le dème de Lerne, en grec moderne : Δήμος Λέρνας/ Dímos Lérnas, est un ancien dème du  district régional d’Argolide, en Grèce. Depuis 2010, il est fusionné au sein du dème d'Argos-Mycènes.
Selon le recensement de 2011, la population du dème compte 2 319 habitants.
La localité tire son nom de la zone côtière de Lerne.